# Jeongwang (métro de Séoul)
Jeongwang (hangeul : 정왕 ; hanja : 正往) est une station de correspondance entre la ligne 4 et la ligne Suin–Bundang du métro de Séoul. Elle est située au 2 15 Mayu-ro 418beon-gil, quartier Jeongwang-dong, de la ville Siheung-si, sur le territoire de la province Gyeonggi-do, au sud-ouest de Séoul, en Corée du Sud.

## Situation sur le réseau

Plan du réseau (2023)

La station, établie en surface, Jeongwang est une station de correspondance, située sur la section commune à la ligne 4 et la ligne Suin–Bundang du métro de Séoul{ :
sur la ligne 4, elle est située entre la station Singiloncheon, en direction du terminus nord-est Jinjeop, et la station Oido, en direction du terminus sud-ouest Oido;
sur la ligne Suin–Bundang, elle est située entre la station Singiloncheon, en direction du terminus nord Cheongnyangni, et la station Oido en direction du terminus ouest Incheon.